# Norrfors kyrka
Norrfors kyrka är en kyrkobyggnad i Norrfors i Luleå stift. Den är församlingskyrka i Nordmalings församling.

## Kyrkobyggnaden
Träkyrkan uppfördes åren 1922-1923 efter ritningar av arkitekt Knut Nordenskjöld. Invigningen förrättades i januari 1923 av biskop Olof Bergqvist. Kyrkan restaurerades 1954 under ledning av Erik Fant och 1988 under ledning av Rolf Sixtensson.
Kyrkobyggnaden består av ett rektangulärt långhus med smalare kor i sydväst och kyrktorn i nordost. Stommen är av trä och ytterväggarna är klädda med ljust gråbrun träpanel. Långhuset täcks av ett sadeltak som är belagt med lertegel. Kyrktornet har en lökformad kupol som kröns med en korsförsedd tornspira.
Kyrkorummet är indelat i tre skepp där pelare skiljer av mittskeppet från sidoskeppen. Mittskeppet har ett treklövervalv medan sidoskeppen har platta tak. Innertaket är klätt med brädor som har blålaserats. Kyrkorummets golv är av trä. Korets fönster har en glasmålning som är utförd av Yngve Lundström. Glasmålningens motiv är "det himmelska Jerusalem".

## Inventarier
- Nuvarande orgel är tillverkad av Grönlunds Orgelbyggeri i Gammelstad. Orgeln invigdes 30 mars 1958.
- Dopfunten har ett stativ skänkt av Norrfors snickerifabrik och en dopskål skänkt 1929 av Kyrkliga ungdomskretsen.
- Altartavlan är en triptyk utförd av Gunnar Torhamn.
- Kyrkklockorna är gjutna 1922 av Bergholtz klockgjuteri.